# ゴッド・オブ・ウォー ラグナロク
『ゴッド・オブ・ウォー ラグナロク』 (God of War Ragnarök) は、2022年11月9日にソニー・インタラクティブエンタテインメントよりPlayStation 4及びPlayStation 5向けに発売されたコンピュータゲームソフト。

## 概要
ゴッド・オブ・ウォーシリーズの作品で、2018年に発売された『ゴッド・オブ・ウォー』の続編。前作では名前のみの言及だったオーディンやトール、テュールやフレイといった北欧神話の神々が本格的に登場し、世界の終わり「ラグナロク」が目前に迫った世界観となっている。
2023年12月13日には、無料DLCである『ゴッド・オブ・ウォー ラグナロク：ヴァルハラ』が配信された。
2024年9月20日にはPC版がSteamおよびEpic Games Storeより発売された。
本作を以て、クレイトスとアトレウスを主役とした北欧のシリーズは完結となる。

## ストーリー
亡き妻・フェイの遺灰を撒くためにヨトゥンヘイムを目指した冒険の果てに、オーディンの息子・バルドルを打倒したクレイトスと息子アトレウス。バルドルの死はフィンブルの冬の到来を告げ、冬明けと共に9つの世界全てが滅ぶという最終戦争「ラグナロク」が始まるという。また、バルドルの母親であった森の魔女フレイヤの恨みを買い、クレイトスは命を狙われていた。
プロローグ
2年後、己の死を予言されたクレイトスは、自分の死後もアトレウスが自立出来るよう訓練を施すが、アトレウスは自身のもう一つの名「ロキ」の役割を独自に模索し始めていた。その力と感情に飲まれて「巨熊」に変化したアトレウスは、クレイトスによって元の姿へと戻る。
帰宅した2人の前に、雷神トールと主神オーディンが訪問してくる。オーディンは「バルドルを殺害した借りを返せ」と和平を提案するが、クレイトスは断ったことでトールとの戦いが始まり、激戦の末にトールを退ける。
オーディン率いる神々の手が二人に伸びる中、クレイトスとアトレウスは「ラグナロク」が迫りつつある世界の命運に立ち向かっていく。

### ヴァルハラ
本編のエピローグ。クレイトス達はオーディンを倒し、九界に新たな秩序がもたらされた。そんな中、クレイトスに「ヴァルハラ」への招待状が届く。そこで試練に立ち向かうが、それはクレイトス自身の「過去」と向き合うためのものであった。

## システム
リヴァイアサン（Leviathan Axe）
前作に引き続きクレイトスのメイン武器となる冷気を纏った斧。元は亡妻フェイの武器であり、フルドラ兄弟が贈ったもの。
前作同様に投擲や敵を凍り付かせる技の他、ステージ上の切株に振り下ろすと冷気の大爆発を引き起こすなど、新たな能力も追加されている。
ブレイズ・オブ・カオス（Blades of Chaos）
かつてクレイトスがギリシャの軍神アレスから誓約の証として授けられた双剣。本作では比較的序盤から使用可能になる。
前作と同様リヴァイアサンでは倒せない敵や破壊出来ない場所を焼き切る事が出来る他、ステージ上に落ちている石材を投げつけて敵に大ダメージを負わせるなどの新技も追加されている。また、過去作のようなワイヤーアクションでの移動にも使われる。
ドラウプニル（Draupnir Spear）
中盤から使用可能となるクレイトスの第3の武器となる槍。普段は指輪としてクレイトスの右手薬指にはめられているが、戦闘時に槍が展開する仕組みとなっている。
元々はフルドラ兄弟がミョルニルと共にアース神族に贈った指輪だったが、オーディンの暴虐に耐え兼ねて密かに奪い返しており、中盤に「鍛冶場の乙女」の助力を得て「風の力」と「クレイトスの神の血」を混ぜ合わせて槍へと生まれ変わった。
リヴァイアサンよりも遠距離への投擲に秀でている他、『ゴッド・オブ・ウォー 降誕の刻印』のアームズ・オブ・スパルタのように連続の投擲が可能という長所がある。また投擲した穂先は任意で爆発させることが可能で、敵に更なるダメージを与えられる。
スパルタン・レイジ（Spartan Rage）
本作ではスト－リーの進行とともに、前作と同じくスーパーアーマー状態になって強力な徒手格闘を行う「逆鱗」の他、一定量を消費して体力を大幅に回復させる「武勇」、使用中の武器で強力な一撃を繰り出す「鬼神」、DLCで解禁された、かつてのオリュンポスの剣を用いて攻撃する「軌跡」の4種類に切り替えることが出来るようになっている。
また、アトレウスも使用可能となっており、狼に変身して敵に噛み付いて攻撃できるようになる。
クレイトスの盾
前作でも使用していた「守護者の盾（Guardian Shield）」は序盤のトール戦で損傷したため、中盤までフルドラ兄弟に修理してもらうことになる。
代わりに本作では様々な盾を装備することができ、各々防御やカウンターの性質が異なっている。
アトレウスの弓
アトレウスのメイン武器。前作に登場した「かぎ爪の弓（Talon Bow）」に加え、新たに2種類の弓を選ぶことが出来るようになる。
ストーリーの進行とともに、強力な音波を纏った「音波の矢」や、ヴァン神族のルーンの刻印によりクレイトスの武器に属性攻撃を強化できる「刻印の矢」を射てるようになる。なお、矢の性質はフレイヤにも受け継がれる。
フレイヤの剣
フレイヤの近接武器。全部で2種類の剣を選べるようになる。
ルーンアタック（Runic Attacks）
前作同様、各地の伝説の宝箱やボス戦の後に入手することが出来る。
リヴァイアサンとブレイズ・オブ・カオス、アトレウスの弓は前作と同様で、新たにドラウプニルには槍術や風の能力、フレイヤにはセイズ呪術による毒攻撃などが追加されている。

## 登場人物

### 主要人物
クレイトス
日本語吹き替え - 三宅健太
主人公。かつて「スパルタの亡霊」の二つ名でギリシャ全土にその名を轟かせた半神半人の戦士。
前作最後にヨトゥンの予言にて自身の死の予言を垣間見ており、まだ若い息子が自分が亡き後も生き抜いていけるよう厳しい訓練を施している。
本作でもアトレウスと共に数々の冒険に挑むが、彼が成長した事で前よりも反発するようになったり、余計な好奇心が彼に害をなす危険をおそれていたりと父親として不器用な一面は健在。
また、前作とは異なりギリシャにいた頃の話を話すことが多々あり、テルモピュライの戦いに参戦出来なかったことを悔いていたことも明かしている。
アトレウス
日本語吹き替え - 村中知（現在）、小林由美子（幼少期）
クレイトスの息子。神と人間、ヨトゥンの血を受け継いでおり、ヨトゥン達からは「ロキ」の名前で知られる。前作に比べて成長し力もついてきたが、思春期に突入した事で、未だに一人で抱え込もうとして自分を信用しない父に苛立ちを募らせている。
己のもう一つの名である「ロキ」としての力や役割を父に内緒で探索しており、冒険中もラグナロクの阻止のため独自に行動するが、それが原因で父とすれ違ったり衝突する場面もある。
神としての力は、前作で既に開花していた高い言語能力に加え、父親譲りの高い回復能力も覚醒しつつある。また、ヨトゥン由来の能力として、感情の昂りと共に狼や熊に変身する能力も身に着けている。
本作ではプレイアブルキャラとして操作可能。
フレイヤ
日本語吹き替え - 井上喜久子
かつて「森の魔女」としてクレイトス達に協力してくれたヴァン神族の元主神。ヴァルキュリアとしての名前はヴァナディースで、アースガルズではフリッグの名で呼ばれていた。
前作の終盤で最愛の一人息子バルドルを喪った悲しみと怒りから、クレイトスを激しく憎んでおり、執拗に彼を殺そうと狙っていた。だが、共通の敵であるオーディンを止めるべく、再び力を貸してくれることになる。
今作ではクレイトスと共に各地を旅することができ、共に戦うことができる。
フルドラ兄弟
ドワーフの鍛冶師の兄弟。前作に引き続き装備のアップグレードなどでクレイトス達を支援する他、サブキャラクターとして炎壺を投げるなとの援護をしてくれる。
現在はユグドラシルの樹上に築いた家で暮らしており、クレイトス達の旅の拠点として利用させてくれる。
ブロック
日本語吹き替え - 遠藤純一
フルドラ兄弟の兄。相変わらず口は悪いものの、その裏表のない性格ゆえに、クレイトスとも良き友情を築いている。
実はかつて不慮の事故で命を落としており、魂の4分の1が欠けた不完全な状態で蘇生された結果、現在の青い肌になったことが判明する。故に故郷スヴァルトアルフヘイムでは忌避されているが、当人はその事実を知らされていなかった。
シンドリ
日本語吹き替え - 川島得愛
フルドラ兄弟の弟。前作以降、密かにアトレウスの冒険を支援していたことが判明する。
かつてブロックを蘇生させるためにアルフヘイムの「魂の泉」にまで赴いたが、彼の魂の4分の3しか見つけられずに不完全な状態で蘇生させてしまい、以来その真実を隠し続けていた。
ミーミル
日本語吹き替え - 多田野曜平
前作で生首の状態となって蘇生し、クレイトス達の仲間となった賢者。
本作ではオーディンの相談役を務めていた頃の一件が各地で問題の火種となっており、特にスヴァルトアルフヘイムやヴァナヘイムでは「アースガルズの回し者」として忌み嫌われている。当人も過去の失態を反省しており、クエストではかつての後始末を行うものもある。

### ユグドラシルの管理者たち
ラタトスク
日本語吹き替え - 武内駿輔
前作においてアトレウスのルーンアタックとして登場した、世界樹ユグドラシルの管理人を務めるリス。
慇懃な性格で、クレイトス達の旅にも協力してくれる他、サイドクエストで彼らに世界樹に関するトラブルの解決を依頼することもある。
イヤミー、ビビリー、コウマンチキー、カンペキー
ラタトスクが自身の感情から不要と感じたものを、体外へと放出した事で生まれた4体の分身。
普段はラタトスクの使い魔として、管理人としての立場故に世界樹から離れられない彼に代わり、九界の様子を観察する役目を担っている。
ニーズホッグ
ラタトスクより古くから世界樹に住まうドラゴン。根を適度に齧ることで世界樹が成長し過ぎるのを抑制する役目を担っており、九界に干渉して自在に行き来できる能力を持っている。
言葉は喋れないが、役目に徹しようとする明確な意思や使命感を持っており、我が子であるリントヴルムたちにも、能力を安易に行使せず九界に積極的に関わらないよう教育している。故に自身以外の者が根を傷つけるのを許さない。
この習性をオーディンは利用し、ヴァナヘイムにフレイヤの神の力を封じた際に世界樹の根を組み込んでいた。その結果、フレイヤとクレイトスを敵と見做して襲い掛かる。
リントヴルム
ニーズホッグが生んだ6匹の幼体。母親と同様、九界に干渉する能力を持つ。
母がクレイトス達との戦いで失踪した後、好奇心から6匹とも九界へと逃げ出してしまい、サイドクエストでラタトスクから捜索を依頼されることになる。
四季の牡鹿
ダーイン、ドヴァリン、ドゥネイル、ドゥラスロールの四頭からなる牡鹿。世界樹の葉を常食とすることで、ニーズホッグと同様に世界樹の成長を抑制する役目を担っている。
コウマンチキーの悪戯で4頭ともヴァナヘイムへと逃げてしまい、サイドクエストでラタトスクから捜索を依頼されることになる。

### スヴァルトアルフヘイム
テュール
日本語吹き替え - 平川大輔
アース神族の軍神（ゴッド・オブ・ウォー）。前作では既に故人とされていたが、アトレウスがシンドリの助力のもと調べた結果、スヴァルトアルフヘイムの鉱山に幽閉されていたことが判明する。
クレイトス達によって解放され、彼らに協力することになるが、かつてのような覇気はなくなり、戦いに関しても消極的となっていいる。
ダーリン
日本語吹き替え - 佐久間元輝
スヴァルトアルフヘイムの役人を務めるドワーフの男。蛸に似たディナーという生き物を買っている。
かつてフェイとともにアースガルズへの反乱を起こすも敗れ去り、見せしめとしてヘイムダルに額を焼かれた過去を持つ。現在は表向きこそオーディンに従っているが、クレイトス達に密かに助力してくれるなど、根は善人である。
名前はティルヴィングを鍛えたドワーフ・デュリンに由来する。
ヤーブ
日本語吹き替え - 奈良徹
スヴァルトアルフヘイムの酒場の店主。アースガルズによる故郷への侵攻には頭を悩ませている。
手回しオルガンの演奏を得意としており、その演奏にはクレイトスも一目置いている。
鍛冶の乙女
「鍛冶場」と称される聖なる泉に住まう人魚。強力な魔法で武器を造り出す事ができ、ドラウプニルを新たな姿へと作り替えた。
ミーミルによると生き物の肉体ではなく魂に語り掛けるため、不完全な蘇生により魂の欠けたブロックに気付かず、ブロックが自身の真実を知るきっかけとなった。
リングバーク
若かりし日のミーミルが、オーディンに側近として取り立ててもらうためにスヴァルトアルフヘイムの入り江に捕らえた巨大なクジラ。オーディンの灯に使われる鯨油を採取するために長年囚われてきたが、現在はアース神族たちに用済みと見做され、拘束状態のまま放置されている。
ミーミルは己の所業を後悔しており、サイドクエストでこのクジラを解放するよう依頼される。

### ヨトゥンヘイム
アングルボザ
日本語吹き替え - 金子睦
ヨトゥンヘイムの聖域ウートガルズにある「鉄の森」に隠れ住んでいたヨトゥンの生き残りの少女。
アトレウスが予言に基づきヨトゥンヘイムへ訪れるのを待っており、父から託されていた同胞達の魂が入った玉珠を託した。
絵を描くのが得意であり、アトレウス操作時のサブキャラクターとなる際は、特殊な絵の具を撒いて敵を翻弄する。
グリーラ
日本語吹き替え - 一柳みる
アングルボザの父方の祖母。孫娘とは違い、巨人らしい巨体を誇る。
長きにわたる隠遁生活と息子夫婦の早逝によって心を病み、魔法の大釜で野生動物の魂を抜き取ることで現実逃避をしている。故にアングルボザとは疎遠になっている。
名前はユールラッズの母とされる山姥グリーラに由来する。
ヨルムンガンド
前作でも登場した「世界蛇」の異名を持つ巨人。現在でもミズガルズで暮らしている。
前作で「ラグナロクが始まった未来から来た」とされてきたが、本作で元々は「鉄の森」で暮らす普通の蛇がグリーラに魂を抜かれてしまったところ、アトレウスとアングルボザに巨人の魂を与えられたことで誕生したことが判明した。

### ヴァナヘイム
フレイ
日本語吹き替え - 内田夕夜
ヴァン神族の豊穣神で、フレイヤの実兄。現在は妹に代わって主神を務め、ヴァナヘイムを侵略したアースガルズの軍勢に対抗するレジスタンス軍を率いている。
陽気な性格の楽天家で、それが妹との仲違いの原因となっているが、仲間達からの信頼は厚い。
ルンダ
日本語吹き替え - 勝生真沙子
フレイ達に協力するドワーフの女性で、フルドラ兄弟とは旧知の仲。
気さくな人物で、本作では彼女も装備のアップグレードを務めることになる。
ヒルディスヴィーニ
日本語吹き替え - 関口雄吾
前作でも登場した魔法の猪。人間としての姿は初老の男性で、弓を武器とする。
彼もまたフレイヤ同様、故郷への帰還を果たしたことで本来の力を取り戻すことになる。
ビュグヴィルとベイラ
日本語吹き替え - 西健亮（ビュグヴィル）、佐竹海莉（ベイラ）
アルフヘイム出身の光のエルフの学者と、闇のエルフの女戦士。
故郷の光をめぐる同胞たちの諍いや価値観に異議を唱えて投獄された際に意気投合し、共に脱獄してヴァナヘイムへと亡命してきた過去を持つ。現在は夫婦同然の仲となっている。
ビルゲル
日本語吹き替え - 峰晃弘
元トラベラーという経歴を持つ大男。かつては他のトラベラーと同じく流浪の旅をしていたが、それがオーディンに仕組まれたものだと悟り、トラベラーとしての道を捨てた過去を持つ。
普段は寡黙だが仲間想いであり、仲間を守るためなら自らを犠牲にすることも厭わない。
ヘルカ
フレイ達が飼っている、マスティフに似た老犬。普段はルンダと共に行動している。
探索能力に優れている。
スコルとハティ
前作でも名前のみ言及されていた、太陽と月を追う狼の巨人たち。2頭ともに「天狼」の異名を持つ。
かつてはラグナロクの到来を管理しようとしたオーディンに捕らえられていたが、ヨトゥンの同胞達によって解放され、現在はヴァナヘイムで暮らしている。
ストーリー後半に、あるものをクレイトスに与えてくれる。

### ミズガルズ
ラウフェイ
日本語吹き替え - 清水はる香
今は亡きクレイトスの妻にしてアトレウスの母。かつては「公正なるラウフェイ」の二つ名で知られたヨトゥンの女傑。
クレイトスの回想や各地の探索において、彼女の過去が明らかとなる。
シグルーン
日本語吹き替え - 浅野まゆみ
前作でクレイトス達との死闘の末にオーディンの呪縛から解放されたヴァルキュリアの女王。霊体へと戻った現在は、他の姉妹たちを探して九界を旅している。
フレイヤへの忠誠は健在で、彼女に女王の座を返還し、オーディンに奪われた翼探しにも協力した。故にアースガルズへと寝返ったグナーを裏切り者と糾弾している。
サイドクエストにおいて、彼女が人間だった頃の哀しき過去が明らかとなる。
ノルン
日本語吹き替え - 水野ゆふ（ウルズ）、恒松あゆみ（ヴェルザンディ）、石井未沙（スクルド）
北欧世界における運命の三女神で、ウルズ、ヴェルザンディ、スクルドの三姉妹。強大な予知能力を持つが、同胞である巨人たちとの交流さえ絶っていたほど大の人嫌いで、ミズガルズにある「ウルズの泉」に隠れ住んでいる。
中盤、家出したアトレウスを探すため、自分達に会おうとするクレイトス達を翻弄する。
フェンリル
アトレウスが愛犬として飼っていた狼。彼からはフェンの愛称で呼ばれる。
ストーリー冒頭で既に衰弱しており、アトレウスに看取られながら息を引き取ったが、魂はアトレウスが無意識のうちにはなった魔法により彼のナイフに宿ることになる。これを知ったアトレウスにより、中盤に意外な形で復活を遂げる。
スぺキとスヴァンナ
アトレウスがフェンリルと共に飼っている狼。性別は2頭とも雌だが、クレイトスは雄だと勘違いしていた。
かつて狼を常食とするコルレイダー達に群れの仲間を殺され、自分達も食料にされそうだったところをアトレウス達に助けられたことから、彼らに懐いている。
フィンブルの冬により雪深くなった現在のミズカルズでは、この2頭が引く犬ぞりが移動手段となる。
フロールフ・クラキ
日本語吹き替え - 田所陽向
かつて12人のベルセルクを率いたライレの王。元々はミーミルとともに先王アルディスに仕えていたが、部下たちと共に謀反を起こして王位を奪い、国を滅ぼした。この一件からミーミルには激しく憎まれている。
メインクエストの最中に彼の愛刀・スコフニュングの柄頭を入手すると、サイドクエストで九界にある墓石からベルセルク達を呼び起こして戦えるようになり、12人全てを討ち取るとフロールフと戦うことが出来るようになる。
憎悪の権化
元々はヘルタという名の女王だったが、家族の死を神によるものとして激しい憎悪を抱き、死後もドラウグルと化して憎しみに捕らわれている。
サイドクエストとして全6か所ある「ドラウグルの穴」を見つけると、彼女と戦うことが出来る。

### アースガルズ
オーディン
日本語吹き替え - 佐々木省三
「万物の父」の二つ名を持つ主神。多くの魔法とグングニルを武器とする魔術師でもある。
前作で語られた通り「老獪な暴君」で、世界中のあちこちにオーディンの支配と企みが見受けられる。一見すると知的で温厚な好好爺に見えるが、その実態は「万物の知識の探求者にして、どこまでも冷酷で自分本位な危険人物」。他者を基本的に道具としか見做さず、巧みな弁舌で人々を翻弄する怜悧冷徹な謀略家で、目的のためには手段を選ばない。ミーミルからも「約束を守ったことなど一度もない」と激しく憎まれている。
その最大の目的は「次元の裂け目の向こうにある究極の叡智」を垣間見て入手することであり、その問題を解決する可能性を持つロキ（アトレウス）に言葉巧みに言い寄る。
トール
日本語吹き替え - 星野貴紀
オーディンの息子で、ミョルニルを武器とする雷神。
前作で語られた通り残忍な凶神として、弟バルドルと息子たちの敵討ちとしてクレイトスに立ちはだかる。かつてはフェイとも因縁があったことを明かしている。
一方でオーディンからは長年に渡り道具同然に軽んじられ、その鬱憤から酒に溺れている。そんな中でも、シヴとスルーズの前では「良き夫」「良き父親」でありたいと苦悩している。
スルーズ
日本語吹き替え - 森なな子
トールとシヴの娘で、アトレウスと同い年の若き女神。トールから与えられた双剣を武器とする。
九界一のヴァルキュリアになる事を夢見ており、アトレウスとは良き友人となる。
ヘイムダル
日本語吹き替え - 木村良平
ギャラルホルンを持つ、アースガルズの番人。相手の心を読む能力を武器に、敵を翻弄する。
傲岸不遜な神であり、主君であるオーディンには忠実だが、それ以外の者を全て見下している。主君の関心がアトレウスに向けられている事を不服とし、ことある毎にアトレウスに食ってかかる。
シヴ
日本語吹き替え - 皆川純子
トールの妻で、スルーズとモージの母。テュールと同じくアース神族としては良識ある神。
「嫌われ者のモージ」や「継子のマグニ」に対しても母として深い愛情を注いでいたため、二人を駒扱いし死へと追いやったオーディンには不信感を抱いている。そのためスルーズは同じ目に遭わせまいと厳しく躾けており、彼女から反発されている。
スキョルド
日本語吹き替え - 山下大輝
ミズガルズ出身の人間の少年。荒廃する故郷からアースガルズへと招かれた難民達のまとめ役を務める。
お調子者ではあるが心優しい人物で、同い年のアトレウスやスルーズとは親しくなる。
名前は『詩語法』に登場するデンマーク王 スキョルドに由来する。
グナー
日本語吹き替え - 織部ゆかり
失脚したシグルーンに代わり、新たに女王の座に就いたヴァルキュリア。かつてはフレイヤの従者にして親友だったが、現在は完全にオーディンに忠誠を誓っており、フレイヤを激しく憎んでいる。
本編クリア後にムスペルヘイムで戦うことができる。
フリスト、ミスト
日本語吹き替え - 生天目仁美（フリスト）、田野めぐみ（ミスト）
グナーと共に、オーディンに仕えるヴァルキュリア達。
バルドル
日本語吹き替え - 櫻井トオル
前作にてメインヴィランとしてクレイトス達と戦った、フレイヤとオーディンの息子。
死の予言を受けたためにフレイヤから不死身となる魔法をかけられた結果、痛みも快楽も感じられない身体となったために心を病み、結果として激しく母親を憎み殺そうとしたが、クレイトスによって倒された。
本作では異母兄弟であるトール同様、父オーディンからは「優秀な手駒」程度にしかみられていなかったことが明らかとなり、幼少期はその件で悩んでいたことをフレイヤも明かしている。
マグニ、モージ
前作にて叔父であるバルドルの部下として、クレイトスと戦って敗死したトールの息子たち。
前作でも垣間見せていた彼らの素行の悪さはやはり他のアース神族からも余り良い評判を得ていなかったようで、祖父オーディンからは「兄弟揃って無能だったので大した痛手ではない」と軽んじられており、特に戦士らしからぬ卑劣漢だったモージに至っては父や妹からもぞんざいな扱いを受けていた。
クレイトスも二人の事は自業自得であるとしながらも、自身と同じく暴虐な父神に人生を狂わされた挙句、死してなお無体な扱いを受け続ける境遇に憐れみを抱いていた。
イングリット
かつてフレイの愛刀として使用された、自らの意思を持った剣。現在はオーディンに奪い取られ、館に保管されている。
アトレウス操作時のサブキャラクターとして、彼の戦闘を支援してくれる。
フギンとムニン
オーディンの眷属である二羽の鴉。フギンには赤、ムニンには青い模様が頭部にある。
無数の分身を生み出すことでテレポート移動する能力を持ち、アース神たちが九界を渡る際の移動手段となっている。

### ムスペルヘイム
スルト
日本語吹き替え - 遠藤大智
ムスペルヘイムの守護者とされる炎の巨人。現在もなお、隠された鍛冶場で剣を鍛えている。
巨人族の隠された予言によると、彼とシンモラが一つとなる事で巨大な怪物「ラグナロク」へと変貌する。だが当の彼はシンモラへの愛ゆえに、彼女を犠牲にすることになるラグナロクには消極的となっている。

### アルフヘイム
アルヴァ
光のエルフ達の指導者。スヴァルタリクフールの死後、同胞達を率いて神殿を奪還・占拠した。
本作にて彼ら光のエルフは「魂の泉」の光から力を得て進化した種族である事が明かされ、光を以て更なる種の発展を考えている。
スヴァルタリクフール
前作でクレイトス達に討ち取られた闇のエルフの指導者。彼の死後、闇のエルフ達はアルヴァ達によって追い詰められることとなった。
死の間際にクレイトス達を「間違っている」と糾弾したが、本作にて彼ら闇のエルフ達は死者への冒涜に繋がるとして、光には無闇に干渉すべきでない、と考えていたためだった事が明かされた。

### ヘルヘイム
フレスヴェルグ
前作でも僅かながら登場していたヘルヘイムに住まう鷲の姿をした巨人。
ヘルヘイムを統治する女王「ヘル」として君臨しており、歴代の女王の中でも長きにわたり統治をしてきた。
ガルム
「ヘルの番犬」の異名を持つ巨大な狼。九界を隔てる境い目に「裂け目」を作り出し、世界同士を繋ぐことができる能力を持つ。その凶暴性もあり「世界の枠組みを壊す脅威」としてテュールによって強靭な鎖で拘束された過去を持つ。
アトレウスが誤って解放してしまった結果、好き勝手に能力を行使してヘルヘイム中に様々な世界に通じる「裂け目」を作り出し、ヘルウォーカーたちがヘルヘイムから各地に溢れ出す事態となってしまった。「魂」がないために何度倒しても復活する厄介な性質でクレイトス達を翻弄する。

### ギリシャ
ヘリオス
日本語吹き替え - 浪川大輔
『ヴァルハラ』にて登場する、ギリシャの太陽神。
『ゴッド・オブ・ウォー 落日の悲愴曲』にてクレイトスに救われたが、『ゴッド・オブ・ウォーIII』ではこの恩を仇で返す形でゼウスにつき、クレイトスと戦って敗れ首をもぎ取られた過去を持つ。
ゲーム内ではミーミルに代わりクレイトスの腰にぶら下げられ、彼に嫌味をぶつけてくる。クレイトスはこれを疎ましく思いつつも、憎悪から解放された今ではヘリオスを殺してギリシャの崩壊を助長させた事を反省している。
デイモス
『 ゴッド・オブ・ウォー 降誕の刻印』にて登場したクレイトスの弟。
予言を恐れたオリュンポスの神々に拉致され、長年に渡り拷問された事でクレイトスを憎んでいたが、和解の末に兄を庇い命を落とした。
クレイトスはフレイとの関係に悩むフレイヤに彼の話をしている他、今なおコルレイダーへのトラウマに苦しむスペキとスヴァンナの姿にデイモスを重ねていた。
カリオペ
クレイトスが前妻・リサンドラとの間に授かった娘。アレスの策略で狂気に蝕まれたクレイトスの手で母共々殺害された。
クレイトスは今なお彼女への罪悪感に苛まれており、フレイヤもこれを聞かされた際はアレスへの憤りを露わにしていた。
ラケシス、アトロポス、クロト
『ゴッド・オブ・ウォーII 終焉への序曲』のメインヴィランとして登場したギリシャの運命の三女神。
他者の運命を自在に操る能力を悪用してきたが、クレイトスによって倒され、その力をゼウスへの復讐に利用された。
話を聞いたフレイヤからは無責任な愚か者達と酷評されていた。
へファイストス
ギリシャの鍛治の神で、『ゴッド・オブ・ウォーIII』のキーアイテムである「パンドラの箱」の製作者。箱を開ける鍵となる娘・パンドラを守るため、箱の力を求めるクレイトスと戦い命を落とした。
クレイトスは今なお彼を「我が子を守るべく最善を尽くした親の鑑」として一目置いている。
船長
クレイトスがギリシャにいた頃、彼の手にかかり運命を狂わされ続けた船乗り。
現在のクレイトスは彼にしてきた非道の数々を反省しており、リングバークの件や『ヴァルハラ』にてその事を明かしている。

## 日本国内での展開
本作では物語のなかで特に際立った関係性をそれぞれのスタイルで描いたファミリーポートレートシリーズが、5人の豪華アーティストとのコラボレーションで行われ展開された。そのうちの一作は漫画家の石田スイによって、トールをはじめとしたアース神族が描かれている。